# Catarrhinus
Catarrhinus är ett släkte av skalbaggar. Catarrhinus ingår i familjen vivlar.
Kladogram enligt Catalogue of Life:
| Catarrhinus | \| \| Catarrhinus septentrionalis \| \| \| \| \| \| Catarrhinus umbrosus \| \| \| \| |
|             | \| \| Catarrhinus septentrionalis \| \| \| \| \| \| Catarrhinus umbrosus \| \| \| \| |
|             | Catarrhinus septentrionalis                                                          |
|             |                                                                                      |
|             | Catarrhinus umbrosus                                                                 |
|             |                                                                                      |